# Arthur Parchet
 (avril 2018).
Si vous disposez d'ouvrages ou d'articles de référence ou si vous connaissez des sites web de qualité traitant du thème abordé ici, merci de compléter l'article en donnant les références utiles à sa vérifiabilité et en les liant à la section « Notes et références ».
Arthur Parchet (1878-1946) est un musicien suisse.

## Biographie

### Enfance et jeunesse
Originaire de Vouvry (Valais), Arthur Parchet naît le 16 octobre 1878 à Clarens, près de Montreux où ses parents, enseignants émigrés en Russie dans leur jeunesse, ont ouvert un pensionnat pour jeunes gens de la noblesse russe. Après ses classes primaires à Montreux, le jeune Arthur fréquente le collège de Sion où sa vocation de musicien s’affirme :
« Quant à moi, voilà ce que j’ambitionne : être comme mon maître de chant, artiste, organiste, pianiste et professeur d’arboriculture, et par-dessus tout un compositeur… Aucun autre état ne me tente que celui-là. » (Lettre à son père, Sion, avril 1892)

### Période allemande
En 1894, son père le fait entrer au Technicum de Bienne, probablement pour lui assurer un métier plus sûr que celui de musicien. Mais assez vite, Arthur quitte Bienne pour l’Allemagne qui possédait alors les meilleurs conservatoires de musique. Il étudie à  Stuttgart, à  Berlin. À la fin de ses études, il est nommé chef d’orchestre de l’Opéra de Berlin, poste qu’il occupe durant 4 ans. Puis il officie dans diverses villes allemandes comme chef d’orchestres ou de chœurs et il compose. Ses œuvres sont jouées à Mannheim, à Munich. On lui prédit un avenir brillant.
Sa haute stature, son beau visage expressif  frappent les regards. Une femme de lettres anglaise, Aline Wakley, qui le rencontre en 1909, en fait le héros de l’un de ses romans « Un fils de l’Helvétie ». En 1911, Arthur Parchet épouse une jeune fille d’Heidelberg douée d’une belle voix de contralto, Marguerite-Flora Silbermann, professeur de piano. 
En 1914, le musicien est appelé comme professeur de composition dans l’une des meilleures écoles de musique du moment : l’Académie de musique de Mannheim. 

### Retour en Suisse
Lorsque la guerre éclate, Arthur doit se résigner à quitter l’Allemagne et, démuni, se réfugie à Vouvry, le village d’origine de la famille Parchet, où il espère trouver de l’aide. Sa femme et son fils Rolf, né en 1912, le rejoindront plus tard.
Nommé professeur d’allemand au collège de Sion puis professeur de solfège à l’École Normale des Instituteurs, Arthur Parchet se sent bien à l’étroit. Son allure, sa liberté de pensée, ses méthodes d’enseignement originales, ses critiques envers les fanfares lui attirent beaucoup d’inimitiés.  

### Rencontres
En 1918, on retrouve Arthur ouvrier agricole dans la plaine du Rhône qu’on défriche : 
« C’était en pleine guerre… on vit arriver au village le premier tracteur agricole, énorme machine toussant, pétaradant et crachant la fumée... avec de hautes roues à larges bandages métalliques, armées de forts crampons… Cet engin était conduit… par un réfugié roumain : Panaït Istrati, mécanicien. » (Émilien Pot, Feuille d’Avis de Monthey, 3 mai 1957)
C’est le début d’une amitié entre les deux hommes, unis par leur destinée de réfugiés, leur originalité, leur goût pour la littérature contestataire. Par Istrati, Arthur Parchet entre en relation avec Romain Rolland, un écrivain, musicien et  musicologue distingué, prix Nobel de littérature qui vit en exil à Villeneuve. Istrati quitte le Valais pour le vaste monde en 1919. Quant à Parchet, il vit retiré à Vouvry, pauvre, isolé, incapable d’entrer dans le cadre des postes qui lui sont proposés. Il continue pourtant à lutter pour promouvoir sa musique dans un Valais intéressé seulement par l’harmonium, la fanfare et l’accordéon, dit-il. Il propose un chansonnier, une nouvelle méthode d’enseignement de la musique, la création d’un chœur mixte itinérant pour améliorer la qualité musicale des sociétés, toutes propositions qui ne trouvent grâce auprès de l’intelligentsia musicale valaisanne.
À la misère morale et financière s’ajoute le chagrin : la mort de sa femme en 1927, épuisée par son travail dans une pension de Leysin puis, en 1932, la mort de son fils Rolf, qui voulait devenir boxeur. Par bonheur, quelques amis fidèles lui viennent en aide dans la mesure de leurs moyens : Romain Rolland, Pierre Bioley, le chanoine Louis Broquet, René-Pierre Bille, Maurice Zermatten, mais aussi sa famille, sa commune et des villageois anonymes. Quant à Istrati, devenu un écrivain connu, il offre au pauvre musicien un piano de qualité, conservé par le Musée du Vieux-Vouvry.

### Dernières années à Vouvry
En 1937, pour participer à la création de Terre Romande, une œuvre composée avec le chanoine Broquet, Arthur Parchet crée un groupe choral qui deviendra le Chœur-mixte de Vouvry, aujourd’hui disparu. Plusieurs concerts seront donnés par ces amateurs amenés à un excellent niveau. Ce petit chœur aura certainement été l’une de ses dernières joies car seul, sans travail, sans argent, malade :  
« Mon art est tout pour moi et la vie ne m’est une valeur qu’autant qu’elle me permet de le cultiver. L’impossibilité de le faire est pour un artiste pire que la mort, Et cet état de chose a fait de moi un révolté... » (Lettre à René-Pierre Bille 1.11.1944)  
Arthur Parchet meurt à la clinique Saint-Amé de Saint-Maurice le 20 février 1946. Il repose à l’ombre du clocher de Vouvry. Une grande statue en bronze, œuvre de Blaise Planchamp qui l'a représenté en pied et en mouvement, a été érigée en son honneur au centre de ce village.